# Frederic John Walker
Pour les articles homonymes, voir Walker.
Ne doit pas être confondu avec Frederic Wake-Walker.
Frederic John Walker (3 juin 1896 - 9 juillet 1944) (son prénom est orthographié Frederick dans l'Oxford Dictionary of National Biography et quelques numéros de la London Gazette) est un officier de la Royal Navy célèbre pour ses exploits durant la Seconde Guerre mondiale
Walker a été le plus efficace des spécialistes de guerre anti sous-marine (ASM) de ce conflit, avec 21 U-boote à son actif durant la Bataille de l'Atlantique. Il était connu sous le sobriquet de Johnnie Walker (par référence au whisky).

## Débuts
Né à Plymouth, fils de Frederic Murray (capitaine de vaisseau), et Lucy Selina (née Scriven) Walker, il entre au Britannia Royal Naval College, à Dartmouth, et en sort major de sa promotion. Enseigne ("Midship") sur le navire de ligne HMS Ajax, Walker passe sur les destroyers HMS Mermaid and HMS Sarpedon en 1916 et 1917 respectivement, avec le grade de lieutenant de vaisseau. À la fin du conflit, il sert à bord du cuirassé HMS Valiant. Il épouse Jessica Eileen Ryder Stobart, avec laquelle il aura trois fils et une fille.

## L'entre deux guerres
Durant ces années, Walker s'intéresse au domaine peu prisé et peu reconnu de la lutte ASM. Stagiaire à la nouvelle école d'application HMS Osprey, sur l'Portland, créée en 1924, il devient un expert dans ce domaine et occupera plusieurs postes correspondants sur de grosses unités. En mai 1933, il est promu commander et prend le commandement du destroyer HMS Shikari (D85). En décembre 1933, ce sera le sloop HMS Falmouth (L34) basé en Chine. En avril 1937, Walker devient le commandant en second du HMS Osprey, école d'application de la lutte ASM par laquelle il était passé.

## Seconde Guerre mondiale
Sa carrière végète quand le nouveau conflit lui offre de nouvelles perspectives. En 1940, il est affecté auprès du vice-amiral Sir Bertram Ramsay, en tant que Operations Staff Officer. À ce poste, il participera à l'opération Dynamo, évacuation du Corps Expéditionnaire britannique de la poche de Dunkerque. Le succès de l'opération, 330 000 hommes, britanniques et français évacués, lui vaudra d'être cité dans les Dépêches
En octobre 1941, il reçoit son premier commandement à la mer, celui du sloop HMS Stork, rattaché à un groupe d'escorte basé à Liverpool. Par le jeu de l'ancienneté, "le plus âgé dans le grade le plus élevé", il se retrouve à la tête du 36e Groupe d'escorte de la Royal Navy. Initialement prévu pour escorter les convois entre Gibraltar et la Grande-Bretagne, ce groupe comprend deux sloops (de la classe "Bittern"), et six corvettes (de la classe "Flower").
Il en profite pour mettre en œuvre ses idées sur la lutte anti-sous-marine (ASM), par le biais d'un entrainement intensif des navires de son groupe. La première occasion d'en vérifier la valeur se présente en décembre 1941, lors de l'escorte du convoi HG 76 (32 cargos). Durant cette traversée, de Gibraltar vers l'Angleterre, 5 U-boote sont coulés, dont 4 par le groupe de Walker. HMS Stork, le navire de Walker, grenade et éperonne le U-574 le 19 décembre. La défense du convoi HG 76 est parfois décrite comme la première vraie victoire de la bataille de l'Atlantique. Elle vaudra à Walker la Distinguished Service Order (DSO), attribuée le 6 janvier 1942 pour "son audace, son adresse et sa détermination lors d'escortes vers son pays de convois de grande valeur, face aux incessantes attaques ennemies, durant lesquelles trois de leurs sous-marins furent coulés et deux de leurs avions abattus par nos forces",.
Le groupe de Walker est crédité de la destruction de trois autres U-boote pendant son commandement. Il reçoit la première barrette à sa DSO en juillet 1942.

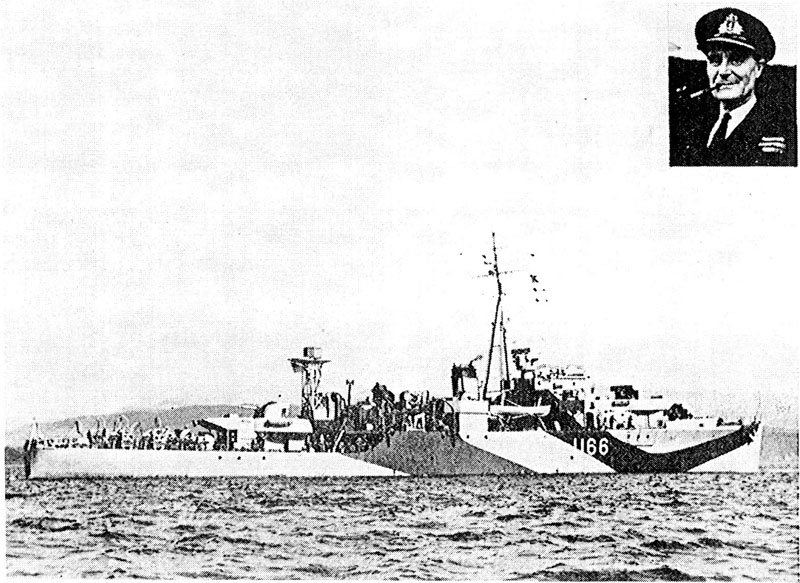
HMS Starling, sloop de type "Black Swan (modifié)" de Walker à la tête du 2e Groupe de soutien.

En 1942, Walker quitte le 36e Groupe d'escorte pour un emploi à terre, commandant des flottilles d'escorteurs rattachés à Liverpool, lui permettant aussi de se remettre. En 1943, il retrouve un commandement à la mer en prenant en charge le 2e Groupe de soutien (2nd Support Group); ce groupe est composé de 6 sloops récents de classe Black Swan (modifiée), Walker le dirigeant depuis HMS Starling (U66). Le rôle dévolu à ces groupes de soutien est de renforcer temporairement l'escorte de convois menacés ou de chasser librement les U-Boots dans les zones où ils sont suspectés. La création de ces groupes est due au commandant en chef des Atterrages occidentaux, l'amiral sir Max Horton, convaincu par la proposition de Walker. La combinaison d'un groupe de chasse actif, d'un chef charismatique, spécialiste de la lutte ASM et aux méthodes originales, va forger une arme remarquablement efficace. Une manifestation originale de son non-conformisme peut être trouvé par la coutume qu'il avait instaurée de faire diffuser par les haut-parleurs du HMS Starling une comptine enfantine, toujours la même, A Hunting We Will Go (A la chasse nous irons), lorsque le groupe quittait le port pour partir en opérations.
En juin 1943, son navire, HMS Starling, est crédité de la destruction de deux sous-marins. Le premier, le U-202, est détruit le 2 juin à la grenade et au canon; le second, le U-119, le 24 juin par grenadage et éperonnage. Ce même jour, son groupe coule l'U-449. L'une des tactiques les plus efficaces employées par Walker est "l'attaque rampante"; elle requiert deux escorteurs travaillant de concert pour attaquer sans perdre le contact avec le sous-marin chassé; Une autre était "l'attaque en barrage" dans laquelle plusieurs escorteurs en ligne de front saturent la zone de grenades à la manière des barrages roulants d'artillerie précédant les attaques d'infanterie de la Première Guerre mondiale. Le 30 juillet le groupe de Walker surprend un groupe de trois U-boote naviguant en surface dans le golfe de Gascogne, deux d'entre eux étant des ravitailleurs (U-boote de type XIV, surnommés « Vaches à lait » ("Milchkuh"). Hissant le signal "general chase", il mène son groupe à l'attaque, au canon, endommageant les 3 U-boote, les empêchant de plonger. L'U-462, de Type XIV, et l'U-504, de Type IX/C40, sont coulés par le groupe de Walker, le dernier, l'U-461, succombant à l'attaque d'un Short Sunderland australien.
De retour à Liverpool, Walker apprend que son fils, Timothy, a trouvé la mort dans le sous-marin HMS Parthian, coulé en Méditerranée, début août 1943. Le 14 septembre 1943, il est décoré de l'Ordre du Bain."for leadership and daring in command of H.M.S. Starling in successful actions against Enemy submarines in the Atlantic".
Le 6 novembre 1943, le groupe de Walker coule les U-226 et U-842. Au début 1944, son groupe démontre sa maîtrise dans l'art de la guerre ASM en coulant 6 U-boote en une seule patrouille. Le 31 janvier 1944, le groupe de Walker commence l'année en coulant U-592. Le 9 février, c'est au tour de l'U-762, de l'U-238 et de l'U-734 de succomber; deux jours plus tard, c'est l'U-424 qui est détruit; le 19 février, l'U-264. Le 20 février 1944, HMS Woodpecker, l'un des escorteurs de Walker est torpillé. Pris en remorque, il coule 7 jours plus tard avant d'arriver au port. Le retour du groupe à Liverpool est l'occasion de manifestation de joie de la population. Les autorités, en la personne du Premier Lord de l'Amirauté, sont présentes pour féliciter Walker et ses hommes. Walker est promu capitaine de vaisseau et reçoit une seconde barrette à sa DSO.
En mars 1944, le groupe d'escorte de Walker participe à l'escorte du convoi JW 58 et du croiseur USS Milwaukee transféré à la Russie dans le cadre du "Prêt-Bail". En cours de route, le 2e Groupe de soutien de Walker coule 2 des 4 U-boote détruits à l'aller et un autre au retour[réf. nécessaire]. La dernière mission confiée à Walker est la protection du débarquement en Normandie. Il est chargé de la protection du flanc ouest de l'invasion. Il s'en acquitte avec succès pendant deux semaines, interdisant aux U-boote d'intervenir. Walker se livre à sa mission sans prendre un instant de repos, ce qui n'est pas sans conséquence sur sa santé. Il reçoit la troisième barrette à sa DSO, le 13 juin 1944 et est de nouveau cité dans les "Despatches" du 20 juin 1944.

## Circonstances de sa mort
Walker est victime d'une attaque cérébrale le 7 juillet 1944 et meurt deux jours plus tard au Naval Hospital à Seaforth, Merseyside (près de Liverpool) à l'âge de 48 ans. Son décès fut attribué à l'épuisement causé par une surcharge de travail.
Ses funérailles sont célébrées à la cathédrale de Liverpool avec les honneurs militaires et sont suivies par un millier de personnes. En procession, sa dépouille est conduite, à travers les rues de Liverpool, jusqu'aux docks où elle est embarquée sur HMS Hesperus pour être immergée au large. Un ultime honneur lui fut rendu le 1er août 1994 en étant cité dans les "Despatches".

## Mémoire

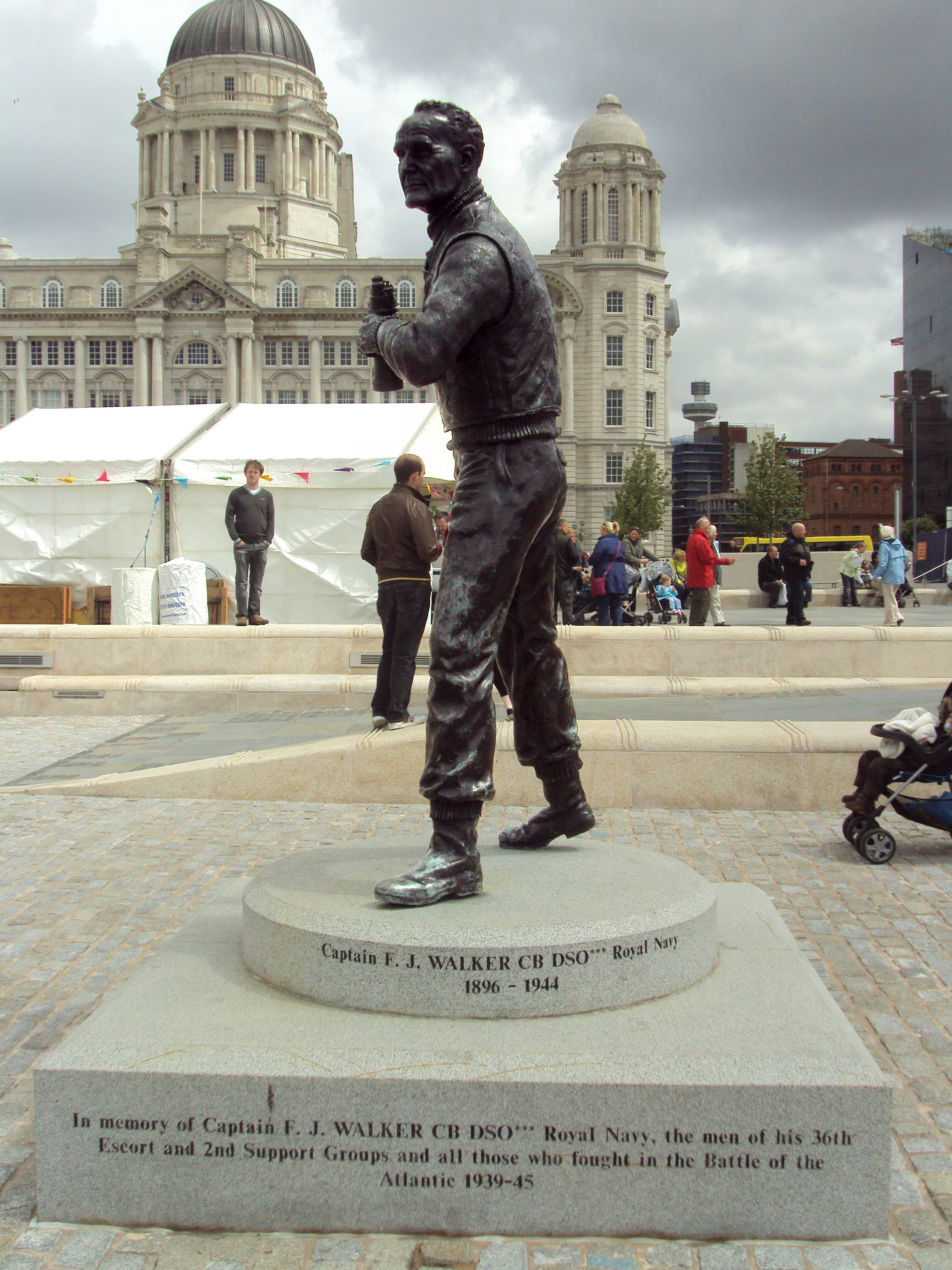
La statue de Frederic J. Walker au "Pier Head", Liverpool

Walker est l'officier allié crédité du plus grand nombre de destructions de U-boote au long de la bataille de l'Atlantique et, par conséquent, l'un des acteurs majeurs de cette bataille. En 1998, une statue a été érigée à sa mémoire, au "Pier Head" de Liverpool. Réalisée par Tom Murphy, elle le représente dans une attitude typique. Elle a été inaugurée par le prince Philip, duc d'Edimbourg, en personne. La souscription pour cette statue a été lancée par l'association "Captain Walker's Old Boys Association" (Association des Anciens Compagnons du capitaine Walker). Les membres de l'association se retrouvèrent en 2003, à Liverpool, à l'occasion de la célébration du soixantième anniversaire de la bataille de l'Atlantique pour honorer la mémoire de leurs camarades de combat.
Le petit-fils de Johnnie Walker, Patrick Walker, perpétue le lien des Walker avec la Royal Navy. Il est, ironiquement, un sous-marinier, avec une carrière qui l'a mené, comme captain, au commandement de la 1re escadrille de sous-marins britanniques. Il est aussi président de l'association des "Captain Walker's Old Boys Association". L'association s'est cependant dissoute en 2004, vu l'âge des anciens compagnons d'armes. Son étendard est maintenant présenté au "Bootle Town Hall", au milieu d'autres souvenirs des navires de Walker.